# Troupes de la Marine
Ne doit pas être confondu avec Troupe de marine.

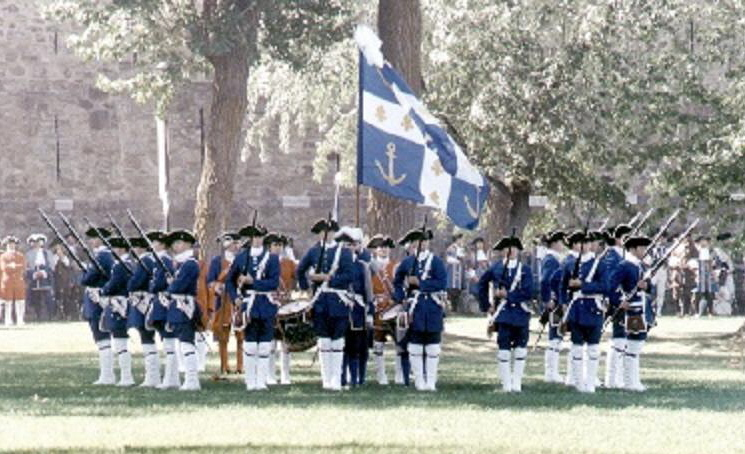
Reconstitution d'un détachement de troupes de la Marine.

Les troupes de la Marine désigne les troupes françaises dépendant du ministère de la Marine. Fondées au XVIIe siècle, ces unités servaient à bord des navires de guerre comme infanterie de marine, ainsi qu'aux colonies, dans les ports et lors des débarquements.
Elles sont dissoutes au XIXe siècle pour renaître sous la forme des troupes de marine, dépendant désormais du ministère de la Guerre, c'est-à-dire appartenant à l'Armée de terre.

## Organisation
Le développement des marines de guerre européennes au XVIIe siècle entraine la levée de soldats affectées aux navires. La création d'unités régulières d'infanterie pour le service en mer est relativement tardive (par rapport à celles de l'armée de terre) : auparavant les soldats étaient détachés d'unités de l'armée. Le premier corps de troupes régulier spécifique pour le service de la marine apparaît en Espagne dès 1537 (les compañías viejas del mar de Nápoles affectées aux galères), puis au Portugal en 1610 et en France en 1622 ; les Royal Marines britanniques sont fondés en 1664 (sous le nom de Maritime Regiment of Foot).

### Premiers régiments
En France, le premier corps de troupe spécifique est créé en 1622 par le cardinal de Richelieu, sous le nom de « compagnies ordinaires de la marine ». Ces compagnies étaient théoriquement au nombre de cent, chacune avec pour capitaine un lieutenant de vaisseau et pour lieutenant un enseigne. En 1626, Richelieu, nommé « grand-maître chef et surintendant de la navigation et du commerce », ordonne la fusion de ce qui reste des cent compagnies pour former le régiment de la Marine, dont le cardinal est maître de camp. Le régiment participe au siège de La Rochelle, mais est en partie détruit lors d'un naufrage ultérieur.
L'entrée en guerre contre l'Espagne en 1635 entraine la mise sur pied d'escadres nécessitant des soldats. Le 10 juillet 1636 sont formés trois nouveaux régiments, « du Havre de Grâce », « des Îles » à Brouage et « des Galères » à Marseille, pour servir à la garde des trois ports et monter respectivement à bord de l'escadre de Normandie, de l'escadre de Guyenne et de l'armée des galères ; en 1640, ces trois régiments sont affectés à l'armée et seront dissous à la fin de la guerre. En septembre 1636, le « régiment de la Marine » est reconstitué : il sert dans un premier temps à bord de la flotte du comte d'Harcourt et du cardinal de Sourdis (débarquement à Oristano, reprise des îles de Lérins, bataille de Guetaria, siège de Fontarabie et prise de Larédo), puis il est envoyé à l'armée qui fait le siège d'Arras (alors espagnole) et n'embarque plus jamais, restant à la charge du ministre de la Guerre (il deviendra le 11e RI). En février 1638, le « régiment de la Couronne » est formé, portant le nom du vaisseau la Couronne qui vient d'être construit ; lui aussi passe à l'armée en 1640 (45e RI). En mars 1638, Sourdis prend la maistrance de camp du régiment de Foix-Candale, lui donnant le nom de « régiment des Vaisseaux » et l'embarque à bord de sa flotte ; ce régiment rejoint lui-aussi l'armée déployé en Artois en 1641 (43e RI).
À l'arrivée du cardinal Mazarin comme principal ministre, la marine française n'a donc plus de troupe spécifique et va rester dans cette situation faute de moyens financiers. La paix revenue grâce au traité des Pyrénées en 1659 entraine une phase de désarmement. En 1663, un « régiment des Navires » est formé avec les restes des régiments des Galères et des Îles ; en 1665 des détachements embarquent sur la flotte du duc de Beaufort pour l'expédition de Djidjelli, avant de passer à la fin de l'année au service de la Compagnie des Indes.
En mars 1669, Colbert reçoit la charge de la marine. En décembre, les troupes de la Marine réapparaissent, sous forme de deux régiments, le « Royal-Marine » à Rochefort et Brest et l'« Amiral » à Toulon, Dunkerque et Coutances. L'opposition du marquis de Louvois, qui y voyait une concurrence à ses attributions, entraîna le transfert de ces unités au ministère de la Guerre dès 1671, avec leur mise en route pour rejoindre l'armée destinée à l'invasion des Pays-Bas (ils deviendront les 60e et 61e RI).

### Compagnies franches de la marine

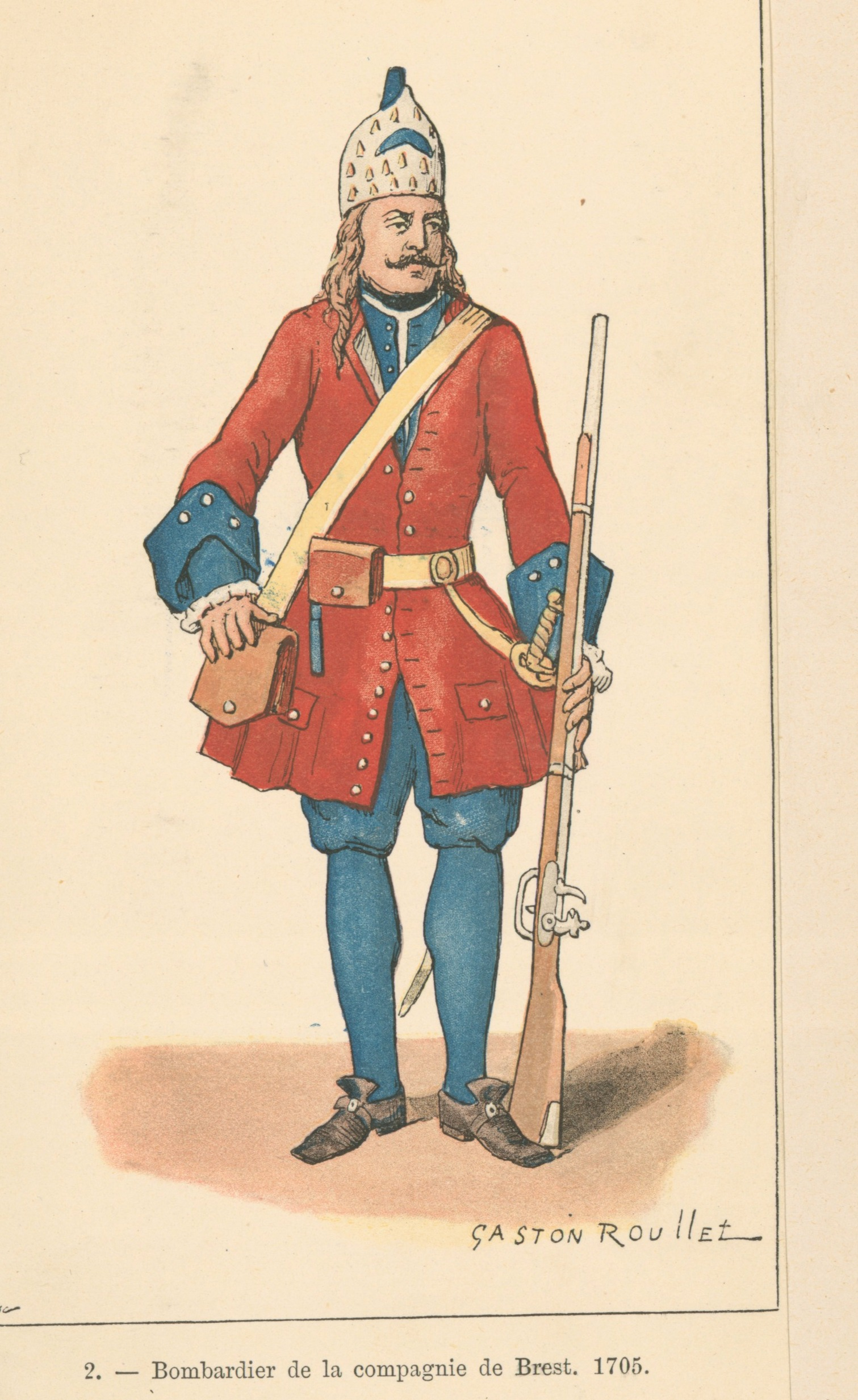
Bombardier de la compagnie de Brest 1705.

Après l'échec des premiers régiments, le recrutement de soldats pour la marine se poursuivit pour chaque armement, mais sans organisation. À partir de 1671, de petits détachements de gardiens sont organisés pour assurer la garde des arsenaux ; ils furent organisés en trois compagnies en 1674, à Toulon, Rochefort et Brest. En 1685, une ordonnance créa en plus trois « compagnies à demi-solde » (une par port) pour maintenir une réserve disponible, les soldats passant à la demi-solde quand leurs navires sont désarmés. En 1689, les compagnies de gardiens et à demi-solde prennent le nom de « compagnies de soldats-gardiens », déployées au Havre, à Brest, à Lorient, à Rochefort et à Toulon.
En 1666, trois compagnies d'apprentis-canonniers avaient été mises sur pied, à Brest, Rochefort et Toulon ; leur mission était de former pendant un an des matelots des classes pour servir de chefs de pièce, d'aides-canonniers, de seconds-maîtres et de maîtres canonniers. En 1689, l'ordonnance du 15 avril signée par le comte de Pontchartrain régularise deux compagnies de bombardiers (une première avait été détachée de l'armée pour Toulon dès 1682). Ces hommes, spécialisés dans le canonnage, sont notamment destinés à servir sur les nouvelles galiotes à bombes.
La guerre de la Ligue d'Augsbourg rendant nécessaire d'avoir des soldats à disposition, Pontchartrain obtient du roi l'ordonnance du 16 décembre 1690 créant 80 compagnies d'infanterie, appelées compagnies franches de la marine, malgré l'opposition de Louvois. L'encadrement est composé d'un lieutenant de vaisseau (ayant commission de capitaine d'infanterie) et de deux enseignes (l'un servant de lieutenant, l'autre d'enseigne d'infanterie), les soldats étant les anciens soldats-gardiens.
Les effectifs et le nombre de compagnies évoluèrent en fonction des besoins et des moyens budgétaires, ainsi que leurs lieux de garnison : l'ordonnance prévoyait des compagnies de 80 hommes, répartis à Toulon, Rochefort, Port-Louis, Brest, Le Havre et Dunkerque. Dès le 26 décembre, on passe à 86 compagnies, puis à 88 et 100 à partir d'octobre 1691. Les effectifs passèrent à théoriquement 100 hommes par compagnie, soit sur le papier une force de 10 000 soldats en tout. La paix de Ryswick en 1697 entraîne la réduction à 50 hommes pour faire des économies budgétaires ; mais en préparation de la guerre suivante, on passe à 60 en 1701, à 75 en janvier 1702 et à 100 en novembre 1705 en pleine guerre de Succession d'Espagne.
La paix d'Utrecht en 1713 réduit les effectifs à 50 hommes par compagnie, la Régence les faisant tomber à 35, puis à 25 en décembre 1725. En 1727, le nombre de compagnies passe de 100 à 50, avec effectif théorique à 60 hommes. En 1733, la guerre contre l'Autriche font remonter les effectifs à 80, qui retombent à 60 dès 1736, pour repasser à 80 en décembre 1739. En septembre 1740, la préparation de la guerre de Succession d'Autriche nécessite la création de dix compagnies supplémentaires. La paix d'Aix-la-Chapelle en 1748 permet quelques réformes, avec la fusion du corps des galères avec celui des vaisseaux (les 15 compagnies des galères formant 18 compagnies franches de la marine) ainsi que le passage à 100 compagnies de 50 hommes (40 compagnies pour le département de Brest, 16 pour celui de Rochefort et 44 pour celui de Toulon). En 1755, les effectifs théoriques gonflent à 100 hommes par compagnie, avec autorisation d'une dizaine de surnuméraires, mais les défaites navales de la guerre de Sept Ans (Lagos en août 1759 et Cardinaux en novembre 1759) les font redescendre à 50 dès décembre 1759 pour faire des économies.

### Réformes successives de 1761 à 1792
À partir du 15 octobre 1761, le duc de Choiseul cumule les portefeuilles de la Marine et de la Guerre. En conséquence, toutes les compagnies de la marine sont supprimées par l'ordonnance du 5 novembre 1761, le service embarqué devant être assumé par l'armée de terre. L'ordonnance du 10 décembre 1762 désigne d'ailleurs pour la garnison des vaisseaux, la garde des ports et des colonies, 23 régiments de ligne, qui reçoivent les soldats des anciennes compagnies franches. Trois brigades d'artillerie sont constituées pour servir en mer (chacune à huit compagnies), recevant les soldats et matelots formés au canonnage, avec pour les commander des officiers des vaisseaux complétés par des officiers de l'artillerie de terre.
Le ministre suivant, Choiseul-Praslin, réforme de nouveau les troupes de marine, en fondant par l'ordonnance du 24 septembre 1769 le « Corps royal d'artillerie et d'infanterie de la marine ». Ce corps est organisé en trois brigades (Brest, Rochefort et Toulon), chacune composée d'une compagnie de bombardiers, quatre de canonnier et trois de fusiliers. Les officiers sont des officiers des vaisseaux. Ces effectifs (2 212 hommes en théorie) restent insuffisants pour les armements, le complément étant encore tiré de l'infanterie de ligne.
1774 Corps royal d'infanterie de la marine
1782 Corps royal de la marine
1786 Corps des canonniers-matelots

### Troupes de la République et de l'Empire
1792 Corps d'infanterie et d'artillerie de la marine
1795 Corps d'artillerie de marine
1813 régiments de marine

### Troupes de la Restauration
Corps des canonniers de la marine

## Missions
Les troupes de la Marine devaient assurer la garde des arsenaux et ports militaires, fournir des détachements à bord des navires de guerre ainsi qu'aux colonies (au Canada, aux Antilles et en Inde). Ces unités furent donc de toutes les batailles navales et débarquements.
Par exemple, pour les compagnies franches de la marine, quelques-unes chargèrent les Anglais débarqués à Camaret en juin 1694 ; d'autres débarquèrent lors du siège de Barcelone en 1697 pour former un « bataillon des vaisseaux » ; lors de la bataille de Velez-Malaga en 1704, les compagnies eurent 150 officiers et 1 500 soldats tués ou blessés ; 4 000 soldats de marine participèrent au siège de Gibraltar. Les compagnies en garnison à Dunkerque participèrent aux batailles de Malplaquet en 1709 et de Denain en 1712. 2 500 hommes des compagnies participèrent au raid sur Rio sous les ordres de Duguay-Trouin en 1711. De 1756 à 1760, trois compagnies tirent garnison à Port Mahon sur Minorque.

### Service embarqué
| Navires                     | Équipages | Dont soldats |
| --------------------------- | --------- | ------------ |
| Vaisseaux de premier rang   | 600 à 800 | 200 à 252    |
| Vaisseaux de deuxième rang  | 400 à 500 | 119 à 140    |
| Vaisseaux de troisième rang | 250 à 350 | 75 à 94      |
| Vaisseaux de quatrième rang | 200 à 250 | 60 à 68      |
| Vaisseaux de cinquième rang | 120 à 150 | 27 à 37      |
| Frégates                    | 50        | 15           |

### Service à terre

#### En Nouvelle-France

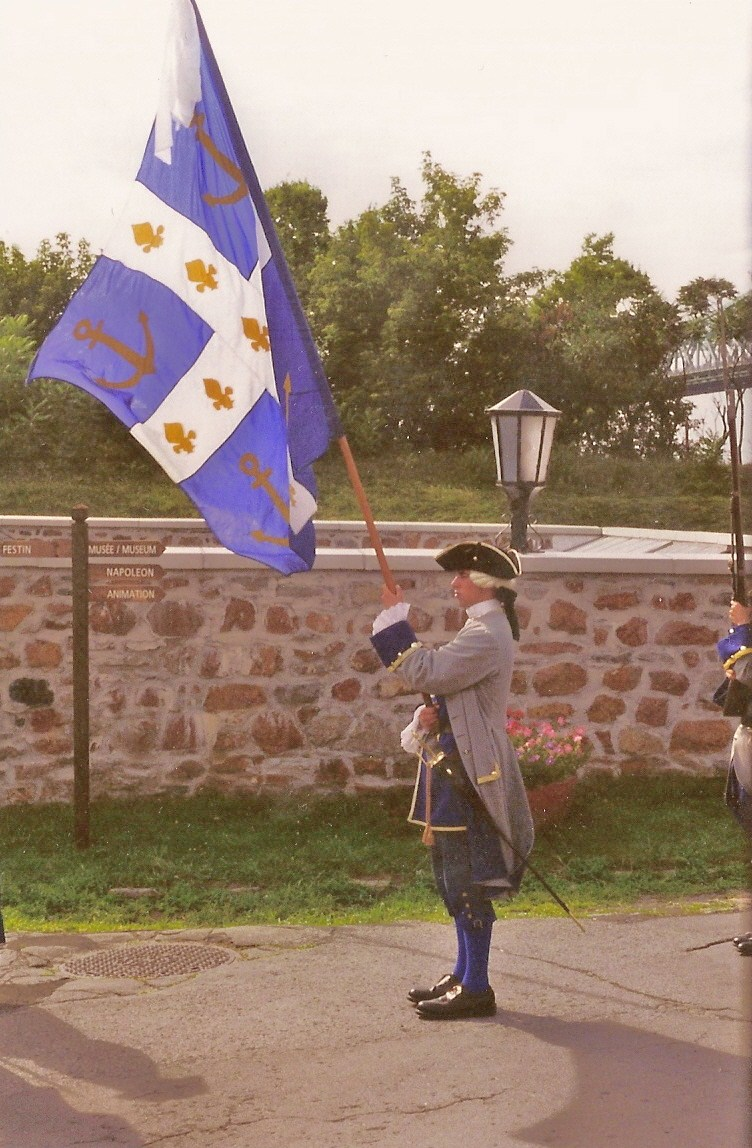
Drapeau des troupes de la Marine.

Les troupes de la Marine furent envoyées par Louis XIV en 1682 pour remplacer les troupes régulières en Nouvelle-France, et furent utilisées pour mettre en garnison dans les colonies françaises. Entre 1683 à 1688, le roi fait passer trente-cinq compagnies au Canada. Mais comme la mortalité et le licenciement des soldats qui se marient et se font habitants diminuent considérablement les effectifs, Seignelay décide de réduire le nombre de compagnies à vingt-huit le 24 mai 1689. Il restera pratiquement inchangé jusqu’au début de la guerre de Sept Ans. Versailles renvoie alors des renforts en fixant le nombre de compagnies à quarante. À la fin du régime français, 2 600 soldats des troupes de la Marine sont présents au Canada. Ces effectifs sont relativement importants par rapport au nombre total d’habitants puisqu’en 1688 par exemple, le Canada abrite 1 418 soldats pour une population d'environ 10 300 personnes. Dans un premier temps, les officiers présents au Canada viennent tous de France. Mais dès 1685, des « gentilshommes » canadiens obtiennent des places dans les troupes de marine. Les deux premiers, les fils La Durantaye et Bécancourt, s’embarquent pour Rochefort où ils reçoivent une formation de gardes de la marine. Rapidement, le corps des officiers des troupes de la marine se « canadianise ». Au début du XVIIIe siècle, environ le tiers des officiers est né au Canada, puis plus de la moitié en 1722. Vers 1740, les officiers sont pratiquement tous recrutés localement. 
Les troupes de la Marine étaient les seules troupes régulières en Nouvelle-France de 1682 à 1755, alors que plusieurs bataillons furent envoyés en Amérique du Nord. La majorité des officiers et soldats furent recrutés en France, bien que les officiers fussent de plus en plus canadiens. Le service dans les troupes de la Marine était une importante source d'opportunité économique, et un prestige pour l'élite de la Nouvelle-France. Il y avait souvent une liste d'attente pour être nommé officier dans les compagnies de la Marine. Malgré le fait que la force des troupes variait de beaucoup d'une période à l'autre durant la guerre de Sept Ans, il y avait quarante compagnies dans la vallée du Saint-Laurent et aux Pays d'en Haut ; vingt à Louisbourg, et plus en Louisiane et en Acadie. De grandes garnisons furent maintenues à Québec, Montréal, et La Nouvelle-Orléans, avec des plus petites forces pour garder les forts et les postes à travers le vaste territoire de l'Amérique du Nord durant le XVIIIe siècle.
Les compagnies étaient reconnues comme les troupes coloniales régulières, et elles étaient très bien entraînées dans l'art de la guerre conventionnelle et très adaptées dans la guerre amérindienne (ce qu'on appelle aujourd'hui, guerre de guérilla). En concert avec la milice canadienne et ses alliés amérindiens, les Troupes de la Marine étaient essentiels à la défense de la Nouvelle-France aux XVIIe et XVIIIe siècles. Avec l'arrivée d'importantes forces britanniques après 1755, la nature du conflit en Amérique changea vers des troupes irrégulières à des troupes conventionnelles, avec une importance particulière aux sièges et aux fortifications. Des bataillons furent envoyés pour protéger la Nouvelle-France après 1755.
Pendant la guerre de Sept Ans, la garnison à Louisbourg fut faite prisonnière avec la chute de la forteresse. Après la conquête de 1763, beaucoup d’anciens soldats s'établirent définitivement dans le nouveau territoire, alors que d'autres furent rapatriés avec réticence en France.